# Квирквелия, Дато
Дави́д (Дато) Квиркве́лия (груз. დავით (დათო) კვირკველია; 27 июня 1980, Ланчхути) — грузинский футболист, игравший на позиции левого защитника. Выступал в национальной сборной Грузии.

## Карьера
Первые шаги в большом футболе делал в клубе «Колхети-1913» из Поти, где выступал 4 сезона. В 2002 году перешёл в тбилисское «Динамо», с которым выиграл чемпионат и Кубок Грузии 2003 года, признавался лучшим футболистом чемпионата Грузии. В 2005 году перешёл во владикавказскую «Аланию», но за шесть месяцев своего пребывания в клубе не смог помочь ему сохранить место в Высшем дивизионе. Зимой 2006 года стал игроком запорожского «Металлурга», был одним из лидеров команды, которая являлась середняком первенства Украины. В феврале 2008 года подписал контракт с казанским «Рубином» на 3 года. В своём дебютном сезоне Квирквелия стал основным защитником клуба и помог ему выиграть чемпионат России. В сезоне 2009 года выходил на поле нерегулярно. В марте 2010 года перешёл на правах аренды в махачкалинский «Анжи».
После ухода из «Анжи» играл в Греции, на Кипре, а затем в Грузии.
В 2022 году вошёл в тренерский штаб клуба «Колхети-1913» (Поти).

## Достижения
«Динамо» Тбилиси
- Чемпион Грузии: 2002/03, 2013/14
- Обладатель Кубка Грузии: 2002/03, 2003/04, 2013/14

«Металлург» Запорожье
- Финалист Кубка Украины: 2005/06

«Рубин»
- Чемпион России: 2008, 2009
- Финалист Кубка России: 2008/09